# Astromil
Astromil ist eine Gemeinde (Freguesia) im portugiesischen Kreis Paredes. In ihr leben 1067 Einwohner (Stand 19. April 2021).